# Peter Downie
Peter Downie é um jornalista, locutor e acadêmico canadense.
Por 25 anos, Downie trabalhou para a Canadian Broadcasting Corporation. Na CBC Television, ele era mais conhecido como o co-âncora do Midday de 1985 a 1989 e o apresentador de Man Alive de 1989 a 1993. Na CBC Radio, ele apresentou Cross Country Checkup no início dos anos 1980 e o programa matinal da CBC Ontario, Fresh Air por uma temporada na década de 1990 e foi apresentador convidado em As It Happens e Morningside. Em 1994, ele concebeu e se tornou o primeiro apresentador do Tapestry, um programa de rádio semanal da CBC com documentários e entrevistas sobre espiritualidade.
No final da década de 1990, Downie ingressou no Departamento de Jornalismo da Universidade Concórdia como professor e foi nomeado diretor do programa de pós-graduação do departamento em 2004.
Ele recebeu o Prêmio Michael Monty de Excelência em Ensino de Transmissão de 2007 da Canadian Radio Television News Directors Foundation. Ele foi agraciado com o Prêmio de Kyoto Journalism Fellowship no outono de 2008.